# Diner (film)
Diner – amerykańska tragikomedia z 1982 roku.

## Fabuła
Baltimore, rok 1959. Pięciu 20-latków spotyka się w taniej jadłodajni dzień przed Bożym Narodzeniem i corocznym meczem futbolu. Shrevie nie jest szczęśliwy w małżeństwie. Fryzjer Boogie zaocznie studiuje prawo, a wolny czas spędza między podrywaniem kobiet a hazardem. Billy’ego porzuciła przyjaciółka. Timothy, odkąd odwróciła się od niego bogata rodzina, coraz częściej zagląda do kieliszka. Eddie postanawia, że ożeni się tylko z tą dziewczyną, która będzie dobrze znać historię futbolu. Dla tej piątki jadłodajnia staje się swego rodzaju azylem, gdzie gadając o wszystkim, mają złudzenie, że uciekną od problemów.

## Główne role
- Steve Guttenberg – Edward Eddie Simmons
- Daniel Stern – Laurence Shrevie Schreiber
- Mickey Rourke – Robert Boogie Sheftell
- Kevin Bacon – Timothy Fenwick Jr.
- Timothy Daly – William Billy Howard
- Ellen Barkin – Beth Schreiber
- Paul Reiser – Modell
- Kathryn Dowling – Barbara
- Michael Tucker – Bagel
- Jessica James – Pani Simmons
- Colette Blonigan – Carol Heathrow
- Kelle Kipp – Diane
- John Aquino – Tank
- Richard Pierson – David Frazer
- Claudia Cron – Jane Chisholm
- Tait Ruppert – Methan
- Tom Tammi – Howard Fenwick

## Nagrody i nominacje
Oscary za rok 1982
- Najlepszy scenariusz oryginalny – Barry Levinson (nominacja)

Złote Globy 1982
- Najlepsza komedia lub musical (nominacja)